# 야마우치 미카
야마우치 미카(山内 美加, 1969년 10월 7일 ~ )는 아키타현 출신의 전 일본 여자 배구 선수이다. 그녀의 별명은 '미카' (ミカ)이다.
포지션은 레프트, 신장은 182cm, 스파이크 높이는 317cm, 블로킹 높이는 294cm이다. 1997년 5월 전 일본 프로 야구 선수인 후지모토와 결혼하면서 이름이 후지모토 미카로 바뀌었다. 1992년부터 1996년까지 일본 대표로 활약했으며, 1994년 히로시마 아시안 게임 때 빼어난 외모로 한국에서도 많은 인기가 있었다.

## 주요 국가대표 경력
- 1992년 바르셀로나 올림픽
- 1993년 월드그랑프리 배구대회, 아시아배구선수권대회, 월드그랜드챔피언쉽
- 1994년 히로시마 아시안게임, 세계배구선수권대회
- 1995년 아시아배구선수권대회, 월드컵
- 1996년 애틀랜타 올림픽

## 수상 경력
- 1993년 월드그랜드챔피언쉽 베스트6상
- 1995년 아시아클럽선수권 맹타상